# Univers de Thorgal
L’univers de la série de bande dessinée Thorgal est un univers fictif de fantasy et de science-fiction. Il s'inspire du monde réel des Vikings et puise ses éléments merveilleux dans les mythologies nordique et celtique.

## Œuvres développant l'univers de fiction

### Bandes dessinées
L'univers est essentiellement développé par la série de bande dessinée Thorgal, créée par Jean Van Hamme qui en écrit les scénarios et Grzegorz Rosiński qui en assure le dessin. La série commence à être publiée par l'éditeur belge Le Lombard en 1977.
En 2007, Jean Van Hamme décide d'arrêter de scénariser la série : Yves Sente prend le relai à partir du tome 30 Moi, Jolan, qui coïncide avec un recentrage de la série sur le personnage de Jolan, fils de Thorgal (ce dernier et les autres personnages principaux continuent néanmoins à apparaître régulièrement).
En 2010, une série dérivée Les Mondes de Thorgal, dessinée par d'autres illustrateurs que Rosiński, est lancée pour relater le passé de plusieurs personnages secondaires importants. Un premier cycle consacré à Kriss de Valnor est scénarisé par Yves Sente et dessiné par Giulio De Vita de 2010 à 2018. Une série consacrée aux aventures de Louve est publiée de 2010 à 2017. Une autre, détaillant la jeunesse de Thorgal, est lancée en 2013.

### Musique
Un album Thorgal paraît en 2000, édité par Le Lombard et Universal Music. L'album comprend 17 morceaux, chansons ou partie instrumentales, et un CD 2 titres est aussi édité, incluant la chanson « Enfant des étoiles » et le morceau « Terres du nord ». La musique est composée par le compositeur belge Philippe Malempré, assisté de Henri-Denis Golenvaux et, pour les paroles des chansons, de Jean-Luc Goossens ; les musiciens Éric Mouquet et Catherine Lara participent à l'album. Un clip en images réelles de la chanson « Enfant des étoiles » est aussi réalisé pour l'occasion.

### Jeu vidéo
Un jeu vidéo, Thorgal : La Malédiction d'Odin, est réalisé par Cryo Interactive en 2002. Il est destiné à être joué sur PC sous Windows.

### CD-Rom
Un CD-Rom, Sur les pas de vos héros a été créé en 1996 pour fêter les 50 des éditions du Lombard avec toutes les séries éditées présentées à l'intérieur.

### BDVD
Plusieurs tomes de la série sont adaptés en BDVD aux éditions Seven 7 :
- Thorgal entre les faux dieux (2005) adapte les tomes 10 à 12 (Le Pays Qâ, Les Yeux de Tanatloc et La Cité du dieu perdu).
- Thorgal dans les griffes de Kriss (2006)

### Romans
Les éditions Milan publient une adaptation en romans de la série, écrite par Amélie Sarn, à partir de 2009 :
- Amélie Sarn, L'Enfant des étoiles, Milan Presse, 2009
- Amélie Sarn, Au-delà des ombres, Milan Presse, 2010

## Géographie
Le monde de Thorgal s'inspire à la fois du monde réel avec des éléments issus de la fin de l'Antiquité et du haut Moyen Âge, et du monde imaginaire avec des éléments empruntés à des légendes comme l'Atlantide ou les Hyperboréens.
Le pays des Vikings qui adoptent Thorgal est le Northland, qui s'inspire des pays nordiques. Dans L'Île des mers gelées, Thorgal s'aventure dans les mers gelées, dans l'Arctique. Le pays d'Aran des Trois Vieillards du pays d'Aran peut faire référence aux iles éponymes situées à l'Ouest de l'Irlande. Le royaume de Brek Zarith, dans La Chute de Brek Zarith, est séparé du royaume des Vikings du nord par une mer. Le Pays Qâ, décrit pour la première fois dans l'album du même nom, se situe en Amérique centrale et s'inspire de l'époque des Aztèques et des Mayas. Dans Arachnéa, le pays de Notre Terre est fortement inspiré des îles de la Grèce antique, mais se trouve sur l'île Madère qui est située dans l'océan Atlantique, près de l'Afrique. Le royaume de l'album Le Mal bleu s'inspire du Proche-Orient médiéval. Dans la trilogie que forment Le Barbare, Kriss de Valnor et Le Sacrifice, Thorgal et sa famille sont également confrontés à un « Empire romain d'Orient » (byzantin) dépeint comme très corrompu et décadent. Les albums les plus récents ont des références historiques plus précises : dans Le Bateau-Sabre Thorgal parcourt un pays qui semble être la Russie varègue (les premières mentions des Varègues datent de 839). Et surtout, Le Bateau-Sabre, puis l'album du cycle de Kriss de Valnor, Digne d'une reine, introduisent le personnage de Magnus : celui-ci est un chrétien venu du sud-ouest, c'est une référence probable à l'expansion carolingienne de Charlemagne (Carolus Magnus) dans ce qui deviendra l'Allemagne du Nord à la fin du VIIIe siècle. Le « royaume des vikings du Sud » est aussi mentionné, il pourrait correspondre au Danemark.

## Entre merveilleux et science-fiction
L'univers de Thorgal comprend une dimension merveilleuse et explore des lieux totalement imaginaires, inspirés principalement de la mythologie nordique : le monde des hommes est appelé par les Vikings Midgard, et la série explore ou mentionne aussi les autres mondes de la mythologie nordique, comme Asgard, le royaume des dieux, Jötunheim, le royaume des géants (dans l'album Géants) ou le Niflheim. Il existe aussi une dimension magique propre à l'univers de la série, appelée le Deuxième Monde, et qui apparaît dans plusieurs albums, comme Les Trois Vieillards du pays d'Aran, L'Enfant des étoiles ou La Gardienne des clés, et une autre dimension appelée l'Entremonde, dans laquelle s'est retiré le magicien Manthor (qui apparaît pour la première fois dans Le Sacrifice). Les êtres peuplant ces autres dimensions possèdent différentes formes de magie dont l'efficacité ne fait pas de doute. Sous cet angle, l'univers de Thorgal est donc proche de la fantasy.
Mais le monde de Thorgal comprend aussi une part de science-fiction. Dès les premiers tomes, il y est question d'un peuple appelé le « peuple des étoiles », qui a colonisé l'espace lointain à bord de vaisseaux spatiaux : l'univers de la série s'étend donc (au moins potentiellement) à d'autres planètes. Ce peuple dispose d'une technologie avancée et de pouvoirs psychiques tels qu'un représentant de ce peuple peut se faire passer pour un dieu sur la Terre à l'époque de Thorgal. Un autre thème typique de la science-fiction, celui du voyage dans le temps, est utilisé dans plusieurs albums avec des explications « scientifiques ».

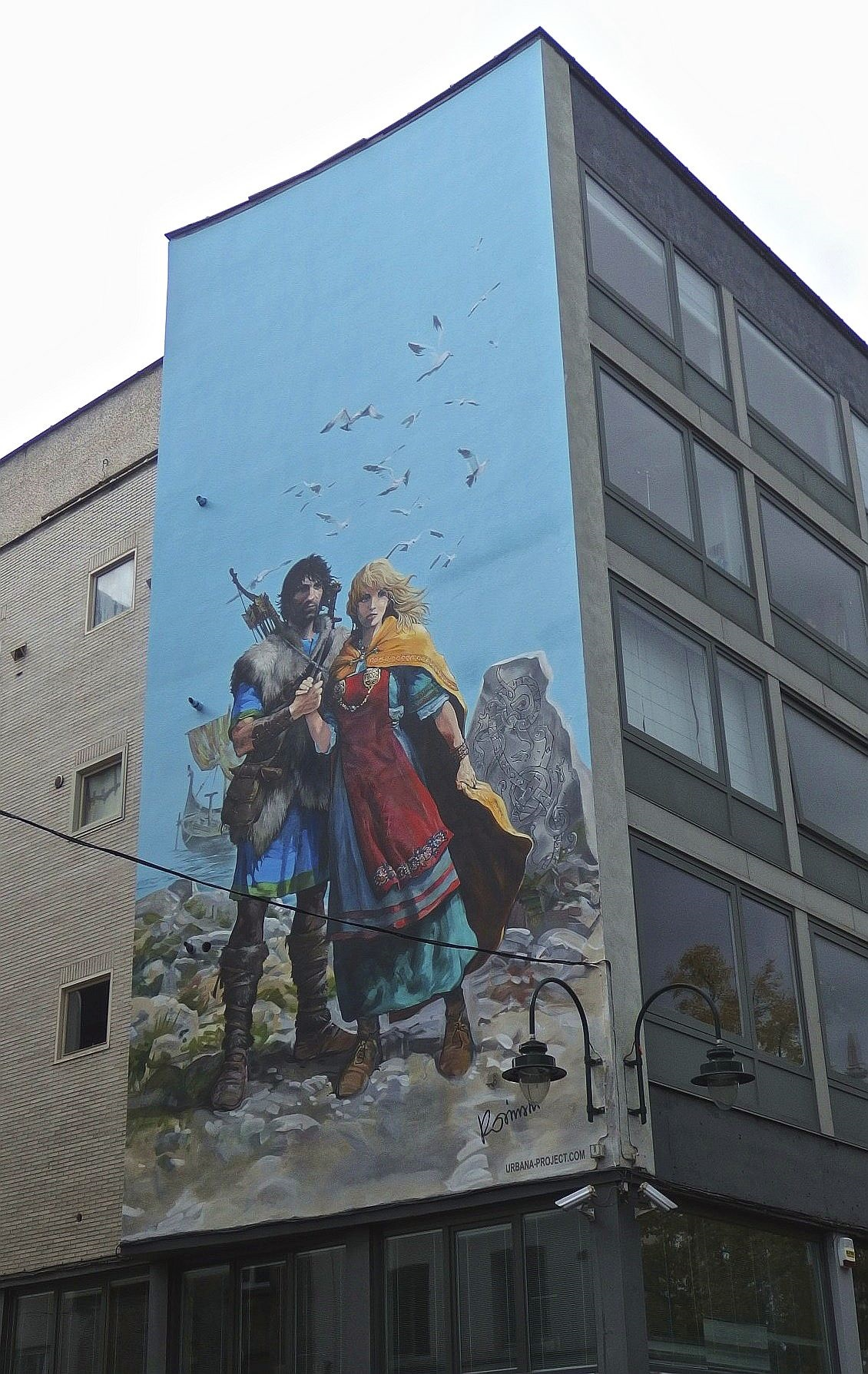
Peinture murale à Bruxelles représentant Thorgal et Aaricia.